# Dead Moon Circus
A Dead Moon Circus (デッドムーンサーカス) a Sailor Moon című manga- és animesorozatban szereplő szervezet, a manga Dream történetszálának, valamint a Sailor Moon SuperS animesorozatnak és a manga alapján készült 2021-es Sailor Moon Eternal filmnek a főgonoszai. Megalkotójuk Takeucsi Naoko. A szervezet vezetője névleg egy Cirkónia nevű lény, aki azonban egy nála is hatalmasabb úr, Nehellénia királynő uralma alatt áll. Ő egy tükör foglya, ezért hCirkóniát használja a valódi világban, hogy cselekedjen helyette. A Dead Moon Circus a Sailor Moon egyetlen olyan ellenséges csoportja, melynek két alcsoportja van: az Amazon Trio és az Amazoness Quartet.
Mind a mangában, mind az animében hasonló motivációik vannak: meg akarják kaparintani az Aranykristály nevű legendás erejű drágakövet, mely a Földön rejtőzik, és annak erejével Nehellénia a Föld uralkodója lehet. Első lépésként lerohanják Elysiont, az álmok földjét, ahol Héliosztól az álmok őrétől próbálják megkaparintani a kristályt, sikertelenül. Mivel Héliosz, Pegazus alakjában, elmenekül előlük, üldözőbe veszik őt. Tervüket azonban csak a sötétségbe borult földön tudják bevégezni, így egy napfogyatkozásra várnak, hogy megkezdhessék akciójukat.

## Kulcsszereplők

### Cirkónia
Cirkónia (ジルコニア) egy rovarszerű öregasszony, levendulaszínű bőrrel. Mint a Dead Moon Circus földi vezetője, ő parancsol az Amazon Triónak és az Amazoness Quartetnek. Nemét több változatban - így a magyarban is - férfivá változtatták. A mangában Cirkónia közvetlenül érintkezik Nehelléniával, a tőle kapott utasításokat pedig nappal az Amazoness Quartet hajtja végre. Ő maga ugyanis nem állhatja a napfényt. Amikor Sailor Saturn és Sailor Chibi Moon már majdnem megtöri a négy amazon felett a bűverőt, Cirkónia bezárja őket négy varázsgömbbe, a harcoslányokat pedig két tükörbe. Amikor a többi holdharcos is megérkezik, felveszi velük a harcot: hatalmas méretűre nő, és nekik támad. Miután a harcosok egyesített erejével nem bír el, Nehellénia után menekül a tükörvilágba. Sailor Moon utánamegy, de ott csak Nehelléniát találja. Miután legyőzi őt Sailor Moon, és újra a tükörbörtön foglya lesz, Nehellénia megcsúnyul és felveszi Cirkónia külsejét, mutatva, hogy Cirkónia valójában az ő kivetülése volt.
Az animében Cirkónia a Dead Moon Circus földi vezetője. Ő volt az, aki emberi külsőt adott az Amazon Triónak. Ezután azt adta nekik küldetésül, hogy keressék meg Pegazust, aki valakinek az álmában rejtőzködik, ugyanis csak így tudják használni az Aranykristályt. Szerepe hasonlatos a sorozat már ismert gonoszaiéhoz: ő csak egy kisebb gonosz, aki csak parancsokat teljesít. A trió sorsa nem nagyon izgatja, elvesztésük hírére akcióba lépteti az Amazoness Quartetet. Ők azonban szemtelenek vele, és gyakran nem hajlandóak engedelmeskedni. VesVes még meg is küzd vele, s majdnem győz. Nehellénia, mikor látja, hogy veszélyben vannak, rendkívüli erővel ruházza fel Cirkóniát, amit a csapdába ejtett Amazoness Quartettől szerez. Amikor azonban a harcosok kiszabadítják őket, Cirkóniára már nincs szüksége Nehelléniának, hisz ő maga is ki tud szabadulni a tükörbörtönből. Cirkónia megsemmisül éppen akkor, amikor az kitör a tükörből, így az animére is elmondható, hogy igazából ő Nehellénia kivetülése a valódi világba. A Sailor Moon SuperS utolsó epizódjában, amikor Sailor Moon üldözőbe veszi a vesztésre álló Nehelléniát, aki elrabolta Sailor Chibi Moon-t, egy alkalommal Cirkóniához hasonlatos alakban próbálja felvenni vele a harcot.
Cirkóniának van egy varázsbotja, melynek végén egy szárnyas szemgolyó szokott üldögélni. Ő Cirkon, akit mestere többnyire kémkedés céljából használ, de az álomtükrök eltávolítására is használható.
Cirkónia hangja a japán eredetiben Kijóda Hiszakó volt, a magyar változatban pedig Garai Róbert.

### Nehellénia
Nehellénia (女王ネヘレニア) a Dead Moon Circus vezetője. A mangában és a Sailor Moon Eternal filmben úgy jelenik meg, mint Serenity hercegnő árnytükörképe: nem más ő, mint a Hold sötét középpontjának királynője, amely az Ezüst Millennium óta fennáll. "Tiszteletét tette" Serenity hercegnő születési ünnepségén is, ahol Serenity királynő egy tükör örök börtönébe zárta gonosz tetteiért. De még előtte Nehellénia megátkozta a Hold királyságát, és kijelentette, hogy a kis hercegnő meghal, mielőtt megörökölné a trónt. Az átok végül beteljesült, hiszen a Sailor Moon cselekménye is a Hold királyságának pusztulásával indul.
Az 1992-es animében Nehellénia egy rosszindulatú, ugyanakkor magányos királynő, akinek egy álma volt: hogy örökre szép és fiatal maradjon. Amikor azonban egy bűvös tükör megmutatta neki, hogy a jövőben öreg és csúnya lesz, megrettent. Birodalma minden alattvalójától elvette álmaik tükrét, akik így a Dead Moon Circus artistáivá váltak (Lemures), s az így kapott erőből hozta létre a Dead Moon Circust. Céljai elérése érdekében vágyott az Aranykristály megszerzésére. A sorozatban a macskák, Luna és Artemisz idézik fel, hogy létezett a múltban egy "boszorkány", akit gonosz tetteiért Serenity királynő tükörbörtönbe zárt: ő volt Nehellénia. Sok-sok idővel később egy napfogyatkozás részben megtörte az őt foglyul ejtő átkot, és a Földre jöhetett. Itt rábukkant az amazonokra, akik segítségükért cserébe örök fiatalságot és az álmaik megtartását kapták, majd Amazoness Quartet néven a szolgálatába álltak. A mangában és a Sailor Moon Eternal filmben ez másként történt: az amazonok Sailor Chibi Moon jövőbeli harcosai, akiket idő előtt felébresztett, majd gonosz varázslattal állította őket a saját szolgálatába. Nehellénia saját magát tartja a Hold királyságának örökösének. Céljainak elérése érdekében először lerohanta Elysion földjét, s elfogta annak védelmezőjét, Hélioszt. Ezután az Amazoness Quartetet Sailor Moon és a holdharcosok legyőzésére küldte, s persze hogy megszerezzék neki az Aranykristályt.
Nehellénia, bár lefogatta Hélioszt, csak testét ejtette foglyul, szelleme egy szárnyas ló alakjában megszökött, hogy segítse a holdharcosokat. Elmondja nekik, hogy mind a Föld, mind Elysion megmeneküléséhez az Aranykristály erejét kell használniuk. Azt végül Csiba Mamoru testében találják meg (az animében Héliosznál van, és amíg Pegazust nem tudják elkapni, nem tudják használni sem). Ezután az Elysionon összecsapnak, s valamennyi harcos együttes ereje legyőzi Nehelléniát. Ettől egy rusnya öregasszonnyá válik, akit örök tükörbörtönbe zárnak, majd teljesen eltüntetnek. Az animében nem utaznak az Elysionra, és itt valamennyi, a Földön élő ember ereje segít a legyőzésében, de végül itt is öregasszonnyá válik és a tükör foglya lesz.
Az anime a Sailor Stars című sorozat folytatja Nehellénia történetét, úgynevezett filler, tehát a manga történetszálának utolérése érdekében használt töltelék-epizódokban. Ezek a részek azt a célt is szolgálták, hogy megmagyarázzanak pár olyan történést, amelyek a manga Dream történetszálában lényegesek voltak, de az anime eddigre jelentős részben különböző történetíve miatt egész egyszerűen kimaradtak. Nehellénia szerepeltetése így lehetőséget biztosított a külső holdharcosok visszatérésének megmagyarázására, valamint Sailor Moon új, Eternal képességeinek eredetét is bemutatta. Ezekben a részekben Sailor Galaxia kiszabadítja Nehelléniát tükörbörtönéből, majd saját dühéből formált tükrét átadja neki. Ezután arra kéri őt, hogy törje össze azt. Az összetört tükördarabok a Földre hullanak, és átkot hoznak a városra. Egy darab Mamoru szemébe esik, aki ettől gyakorlatilag érzelmektől mentessé válik. Nehellénia magához rántja a tükörvilágba, és becsalogatja a harcosokat is. Uszagi azonban, harci ereje nélkül, megtudja, hogy Nehellénia gyermekkora óta magányos, és soha nem volt egyetlen igazi barátja sem. Ez volt az oka annak, hogy örökké fiatal akart maradni - legalább csodálják az emberek, ha nem is szeretik. Sailor Moon és a harcosok közös ereje azonban a megbocsátás hatalma segítségével lehetővé teszi számára, hogy visszakerüljön kislánykorába, és mindent újrakezdhessen.
Nehellénia magyar hangja Koffler Gizi volt.

### Amazon Trió
Az Amazon Trió (アマゾントリオ) egy háromfős csapat, Cirkónia irányítása alatt. A mangában a holdharcosok elpusztítása céljából hozták őket létre, állatokból, varázslat útján. Az animében ők maguk nem harcolnak, hanem a cirkusz különféle lényeit veszik igénybe. feladatuk is más: kezdetben ők keresik az álmokban Pegazust. Célpontjaikat fényképekről választják ki. Hármójuk közül Tigrisszem a fiatal lányokat részesíti előnyben, Sólyomszem az idősebb nőket, míg Halszem a férfiakat. Érdekesség, hogy a mangában Sólyomszem, az animében Halszem transzvesztita karakter.

### Amazoness Quartet
Az Amazoness Quartet (アマゾネス カルテット) négy nő, CereCere (Flóra), PallaPalla (Carla), JunJun (Mina), és VesVes (Prisca) csapata. Támadásaik többnyire artistamutatványokból eredeztethetők. Feladatuk nekik is az, hogy az álmokban keressék Pegazust. Célpontjaik álomtükrét varázsgömbök segítségével szerzik meg. Emellett képesek egyéni támadásokra is. A mangában ők is holdharcosok, ugyanis ők lesznek a jövőben Sailor Chibi Moon jövendőbeli segítői. Álmukból azonban Nehellénia kelti fel őket, s gonosz varázslattal saját szolgálatába állítja őket. Sailor Moon azonban, a végső győzelmet követően, a  négy harcost is megtisztítja az átoktól, és újra álomba meríti őket, hogy akkor ébredjenek, ha eljön az ideje.
Az animében ezzel ellentétben az amazonok sosem voltak és lesznek holdharcosok. Annyiban megegyezik az eredettörténetük, hogy itt is Amazóniából jöttek. Nehelléniát szolgálják, neki ugyanis hatalmában állt megakadályozni, hogy felnőjenek. Álmaikat átalakították úgynevezett Amazon Stone-okba, s támadáskor is ezeket használják. Gyerekességük mindennek ellenére megmarad, lusták, és jobban szeretnek inkább játszani, mint dolgozni. Amikor Nehellénia mindezt megunja, elszívja erejüket. Ők azonban ekkor, hogy segítsenek a harcosoknak, megsemmisítik saját Amazon Stone-jaikat, feladva ezzel örökös gyereklétüket.

## Lemurok
A lemurok (レムレス, Remuresu) azok a lények, akiknek a segítségével a Dead Moon Circus megvalósítja céljait. Szerepük és formájuk megjelenési helyüktől függően erősen eltérő. A mangában és a Sailor Moon Eternal filmben apró, fekete, amorf lények, leginkább szőrös, fekete gömbökre emlékeztetnek, akik a rémálmok elterjesztéséért felelősek a Földön. Ezek a fajta lemurok csak a 158. epizódban láthatóak a Sailor Moon SuperS-ben. Az animesorozat lemurjai egészen mások: ők Nehellénia alattvalói voltak hajdanán, míg el nem vette az álomtükrüket, és ekkor váltak ezekké a furcsa humanoid lényekké. Általában az Amazon Trió vagy az Amazoness Quartet idézi meg őket önvédelemből, mindig egy árnyékból. Kinézetre általában bohócokra, artistákra, zsonglőrökre hasonlítanak, utalva arra, hogy cirkuszból jöttek, de egészen bizarr lények is előfordulnak köztük. Az Amazoness Quartet által megidézett lemurok képesek arra, hogy elnyeljék az álomtükröket.